# رز و میش
رَز و میش یا میش و رَز نام دو روایت شفاهی منظوم است که بین درخت رز و میش اتفاق می‌افتد. این قصه به داستان درخت آسوریک که مناظره‌ای بین درخت نخل و بز است، شباهت دارد. یکی از این روایت‌ها، منظومه‌ای فارسیهودی است که ۶۱ بیت دارد. دیگری به فارسی است و ۴۹ بیت دارد.

## قصه رَز و میش
این روایت فارسی را ابراهیم قیصری در سال ۱۳۵۵ از روی دفتر جُنگ‌مانند ملای  روستای ابوالعباس (واقع در جنوب ایذه، در شمال شرقی باغ ملک) رونویسی کرده‌است و در همان سال نیز به چاپ رسانده‌است. این قصه ۴۹ بیت دارد و در بحر هزج مسدس محذوف سروده شده‌است. در این منظومه، میش که از یک قحطی جان سالم به در برده‌است، وقتی بستانی پیدا می‌کند به جان رَز می‌افتد و از این برخورد، مناظره‌ای بین آن‌دو شکل می‌گیرد.
ابیات آغازین:
| به‌فرمان خدای لایزالی          |  | پدید آمد به ناگه خشکسالی    |
| در آن سال از قضا باران نبارید |  | علف در کوه و صحرا قطع گردید |
| بشد ضایع تمام گاو و گله       |  | نمی‌دیدند علف جز رنگ غله     |
| تمام گاو و خر از پا درافتاد   |  | شتر با میش و بره یکسر افتاد |
| قضا میشی ز چنگ مرگ دررفت      |  | رئیسش برد اندر خانه‌اش بست!  |

## قصه میش و رَز
یس پیتر آسموسن این سروده را از نسخه‌ای خطی که به خط عبری و زبان فارسی (فارسی_یهودی) بوده، نقل و به حروف لاتین آوانگاری و به زبان انگلیسی نیز ترجمه کرده‌است. این منظومه ۶۱ بیت دارد و وزن اغلب بیت‌های آن همان وزن «رز و میش» است، هرچند در بعضی ابیات به‌هم‌ریختگی مشاهده می‌شود.